# Parchís. El documental
Parchís. El documental és una pel·lícula documental sobre Parchís, un grup musical infantil que va enregistrar un reguitzell de cançons i va realitzar una sèrie de pel·lícules als anys 1980, amb èxit tant a l'Estat espanyol com a Amèrica Llatina. El documental va ser estrenat per Netflix el 10 de juliol de 2019.

## Argument
La pel·lícula inclou entrevistes a Yolanda, David, Tino, Gemma i Frank, així com als responsables artístics i comercials del grup. La pel·lícula se centra en l'èxit i la caiguda del grup, així com en llurs relacions personals.